# (128621) 2004 RD
128621 (2004 RD) là một tiểu hành tinh vành đai chính được phát hiện ngày 2 tháng 9 năm 2004 bởi James Whitney Young ở Đài thiên văn Núi bàn gần Wrightwood, California.